# Catuji
Catuji is een gemeente in de Braziliaanse deelstaat Minas Gerais. De gemeente telt 6.633 inwoners (schatting 2009).

## Aangrenzende gemeenten
De gemeente grenst aan Caraí, Itaipé, Novo Oriente de Minas en Teófilo Otoni.